# 小行星719
小行星719（719 Albert）是一顆火星軌道穿越小行星，也是繼小行星433（爱神星）之後發現的第二顆阿莫爾型小行星。

## 發現過程
小行星719於1911年由約翰·帕利扎在維也納皇家天文臺發現。爲了紀念維也納皇家天文臺的主要出資人之一，幾個月前剛剛去世的阿爾伯特·所羅門·安塞姆·馮·羅斯柴爾德，小行星719被命名爲阿爾伯特星。
然而，由於計算得到的运行軌道不準確，小行星719不久就找不到了。直到2000年，它才被杰弗裡·A·拉爾森根據“太空監視”小行星探測工程的數據尋回。當阿爾伯特星在2000年被找回的時候，它成爲了已編號的小行星中最後一顆“丟失的小行星”（小行星69230 赫耳墨斯星在2003年之前還沒有編號）。倒数第二个丢失的已編號小行星是小行星878，它在1991年就被尋回了。
當小行星719被重新發現時，它被誤認為是一顆新的小行星，并且得到了2000 JW8的編號。經過進一步的調查，科學家發現它的軌道平面與最後一顆“丟失”的小行星非常相符，於是它被正確地識別。根據新的觀測數據，它的週期被確定為約4.28年而不是1911年計算的4.1年（這正是它丟失的主要原因）。
...小行星有時在精確軌道參數確定之前就分配了號碼，因此一些已編號的小行星可能在不久之後就無法定位了。這些小行星被稱為“丟失”的小行星。最後一個丟失的已編號小行星——小行星719，時隔89年，在2000年被再次發現。然而，許多新發現的小行星仍然會“丟失”... ...
——大英百科全書 

## 物理性質
目前瞭解到的關於小行星719的情況，大多來自於在它被重新發現後的採取的觀察。2001年，它從地球附近掠過，使得天文學家得以在一系列不同的相角開展觀察。在此期間，經過計算其自轉週期為5.802小時，測得絕對星等為15.43，加上反照率為0.15的假設，得出其直徑是2.8公里。而由理查德·P·賓澤爾領導的另外一個小組測得的絕對星等為 15.8。他們使用反照率為0.15的假設，導出的計算結果是直徑為2.4公里。2001年10月，理查德·P·賓澤爾等人在5米海爾望遠鏡對其進行了觀測，并把它歸類為S-型小行星。